# Stanisław Kępka Junior
Stanisław Kępka (* 8. März 1985 in Żywiec) ist ein früherer polnischer Biathlet.
Stanisław Kępka ist der Sohn und Schützling seines gleichnamigen Vaters, auch seine Schwester Magdalena Kępka ist Biathletin. Der Student lebt in Żywiec und startet für den örtlichen Verein BLKS Żywiec. 2000 begann er mit dem Biathlon, seit 2003 war er Bestandteil des polnischen Nationalkaders. Seine ersten internationalen Rennen bestritt er 2004 in Obertilliach im Rahmen des Junioren-Europacups. Erstes Großereignis wurden die Junioren-Europameisterschaften 2005 in Nowosibirsk. Kępka wurde 20. im Einzel, 24. im Sprint, 17. der Verfolgung und mit Mirosław Kobus, Krzysztof Uklejewicz und Adam Kwak Fünfter im Staffelrennen. Es folgten die Junioren-Weltmeisterschaften in Kontiolahti mit den Ergebnissen 27 im Einzel, 68 im Sprint und elf im Staffelrennen.
Seit der Saison 2005/06 trat Kępka bei den Herren an. Sein erstes Rennen im Biathlon-Europacup bestritt er in Obertilliach, weitere Rennen folgten regelmäßig. Erste Punkte gewann er 2006 als 18. des Sprints und 15. der Verfolgung in Gurnigel. Zudem nahm er in Langdorf an den Biathlon-Europameisterschaften 2006 teil und wurde 58. im Einzel, 67. im Sprint sowie mit Grzegorz Bodziana, Paweł Lasek und Krzysztof Pływaczyk 14. im Staffelwettbewerb. Zu Beginn der Saison 2006/07 gab Kępka sein Debüt im Biathlon-Weltcup. Er belegte bei einem Einzel in Östersund den 100. Platz. 2007 beendete er seine Karriere.